# Hélie de Saint Marc
Hélie Denoix de Saint Marc (geb. 11. Februar 1922 in Bordeaux; gest. 26. August 2013 in La Garde-Adhémar, Drôme) war ein französischer Widerstandskämpfer und Offizier der Fremdenlegion. 

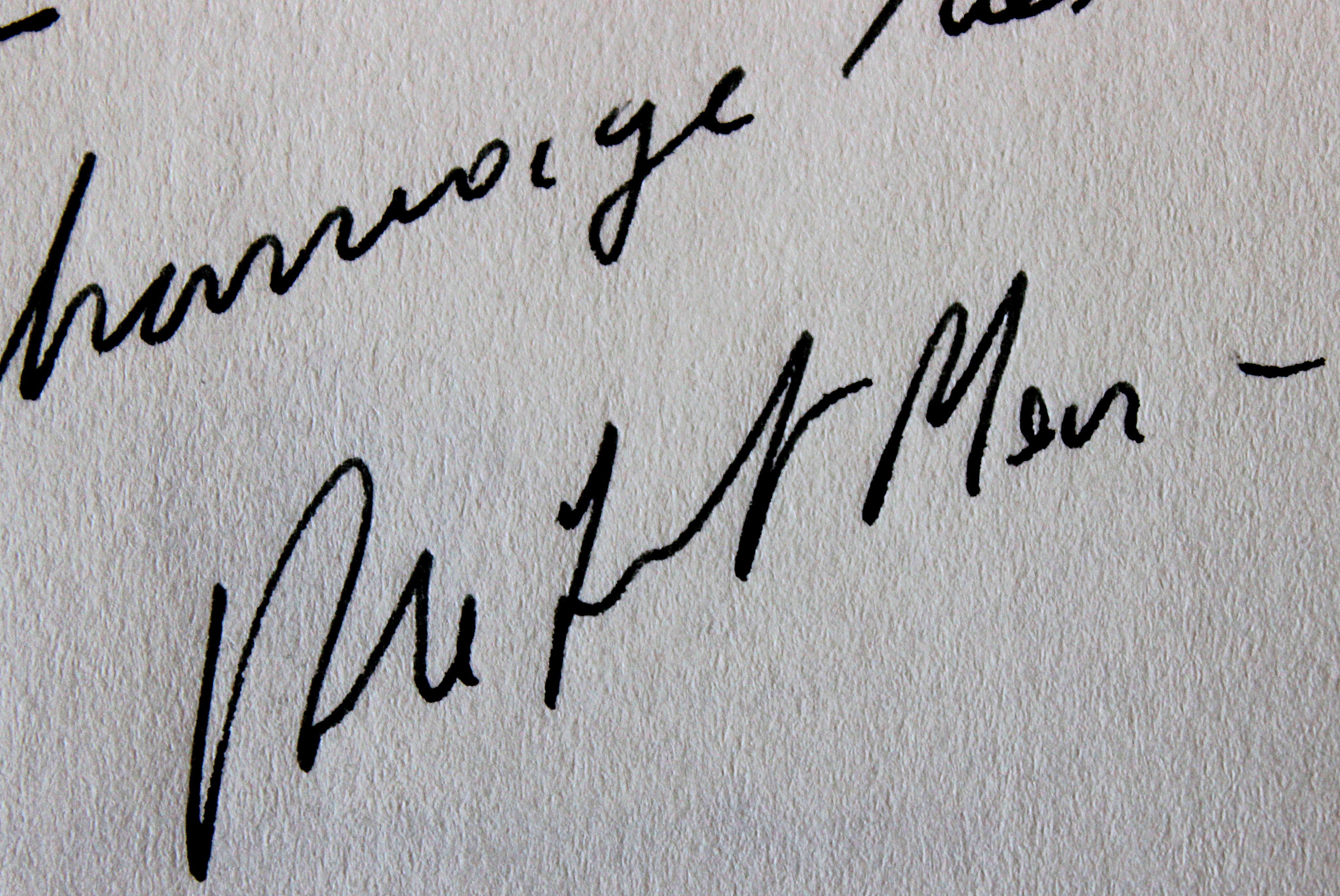
Signatur von Hélie de Saint Marc

## Leben und Werk
Hélie de Saint Marc wurde 1922 in Bordeaux geboren. Er war 1941 in den französischen Widerstand eingetreten und nach einer Denunziation in das deutsche Konzentrationslager Buchenwald deportiert worden. Er wurde von dort für zwei Jahre in das Außenlager Langenstein-Zwieberge deportiert. Er hat als Soldat zwei weitere Kriege erlebt: den Indochinakrieg und den Algerienkrieg, beide als Offizier. Er hat am Putsch der Generäle teilgenommen und war dafür für lange Zeit in Haft in Frankreich. Er ist Verfasser verschiedener Werke über seine Erlebnisse. Seine Memoiren erschienen unter dem Titel Champs de braises (auf Deutsch unter dem Titel Asche und Glut. Erinnerungen), für die er verschiedene Preise erhielt. Sein Buch Sentinelles du soir erschien auf Deutsch unter dem Titel Die Wächter des Abends.
Er erhielt zahlreichen Ehrungen und Auszeichnungen.
Sein Großneffe Laurent Beccaria schrieb seine Biographie.
Über den Krieg wird Hélie de Saint Marc mit den folgenden Worten zitiert:

« Ceux qui prétendent aimer la guerre ont dû la faire loin du carnage des champs de bataille, des cadavres épars et des femmes éventrées. La guerre est un mal absolu. Il n'y a pas de guerre joyeuse ou de guerre triste, de belle guerre ou de sale guerre. La guerre, c'est le sang, la souffrance, les visages brûlés, les yeux agrandis par la fièvre, la pluie, la boue, les excréments, les ordures, les rats qui courent sur les corps, les blessures monstrueuses, les femmes et les enfants transformés en charogne. La guerre humilie, déshonore, dégrade. C'est l'horreur du monde rassemblée dans un paroxysme de crasse, de sang, de larmes, de sueur et d'urine. »

„Diejenigen, die vorgeben, den Krieg zu lieben, müssen ihn weit weg vom Gemetzel der Schlachtfelder, von verstreuten Leichen und aufgeschlitzten Frauen geführt haben. Krieg ist das absolut Böse. Es gibt weder einen fröhlichen oder traurigen Krieg, noch einen schönen oder einen schmutzigen Krieg. Krieg ist Blut, Leid, verbrannte Gesichter, vom Fieber geweitete Augen, Regen, Schlamm, Exkremente, Müll, Ratten, die über die Körper laufen, abscheuliche Verwundungen, Frauen und Kinder, die verwesen. Der Krieg erniedrigt, entehrt und entwürdigt. Er ist das Grauen der Welt, vereint in einem Paroxysmus des Schmutzes, des Blutes, der Tränen, des Schweißes und des Urins.“

## Publikationen
- Les Champs de braises. Mémoires, mit Laurent Beccaria, édition Perrin, 1995 ISBN 2262011184, Prix littéraire de l’armée de Terre – Erwan Bergot und prix Renaissance des lettres[3] im Jahr 1995, Prix Femina essai und Prix Saint-Simon im Jahr 1996.
- Les Sentinelles du soir, édition Les Arènes, 1999 ISBN 2912485029.
- Indochine, notre guerre orpheline, édition Les Arènes, 2000 ISBN 2912485207.
- Notre histoire (1922–1945) mit August von Kageneck, conversations recueillies par Étienne de Montety, édition Les Arènes, 2002 ISBN 2912485347.
- Die Wächter des Abends, Édition Atlantis, 2000 ISBN 3932711513[4]
- Asche und Glut. Erinnerungen. Résistance und KZ Buchenwald. Fallschirmjäger der Fremdenlegion. Indochina und Algerienkrieg. Putsch gegen de Gaulle, Édition Atlantis, 1998, 2003 ISBN 3932711505[5]
- Unsere Geschichte. Mit August Graf von Kageneck. Pendo, 2003, ISBN 3858425680, ISBN 9783858425683[6]
- Toute une vie ou Paroles d'Hélie de Saint Marc, in Zusammenarbeit mit Laurent Beccaria, Band mit einer Audio-CD einer Radiosendung, édition Les Arènes, 2004 ISBN 2912485770.
- La Guerre d'Algérie 1954–1962, mit Patrick Buisson, Vorwort von Michel Déon (mit DVD), Albin Michel, 2009 ISBN 222618175X.
- Lettre à la jeunesse d'Hélie de Saint Marc.
- L’Aventure et l’Espérance, édition Les Arènes, 2010 ISBN 9782352040910.